# Ný

Ný — majuskulní i minuskulní varianta

Ný (majuskulní podoba Ν, minuskulní podoba ν, novořecké jméno νι, starořecké νῦ) je třinácté písmeno řecké abecedy. V systému řeckých číslovek má hodnotu 50.

## Použití
písmene 'ν' se používá například jako symbolu pro
- frekvenci ve fyzice
- neutrina ve fyzice
- kinematickou viskozitu ve fyzice
- označení pro nárysnu v deskriptivní geometrii
- stechiometrické koeficienty v chemii

## Reprezentace v počítači
V Unicode je podporováno jak
- majuskulní ný
  - U+039D GREEK CAPITAL LETTER NU
- tak minuskulní ný
  - U+03BD GREEK SMALL LETTER NU

V HTML je možné je zapsat pomocí &#925; respektive &#957, případně pomocí HTML entit
&Nu; respektive &nu;.
V LaTeXu je možné minuskulní ný napsat pomocí příkazu \nu, pro majuskulní formu se používá písmeno 'N' z latinky.